# Bodas reales
Bodas reales es la décima y última novela de la tercera serie de los Episodios nacionales de Benito Pérez Galdós, escrita en la finca Santander de San Quintín, entre septiembre y octubre de 1900, y publicada ese mismo año. El título hace referencia a la ceremonia que en 1846 unió en matrimonio político a Isabel II con su primo Francisco de Asís, tras ser descartados otros candidatos como Carlos de Borbón y Braganza, conde de Montemolín, partidario carlista; el duque de Montpensier, príncipe de Francia; Antonio de Borbón-Dos Sicilias, hermano de la reina María Cristina; Leopoldo de Sajonia-Coburgo, apoyado por los ingleses; y Enrique de Borbón y Borbón-Dos Sicilias, duque de Sevilla, bien visto por los progresistas, hermano de Francisco de Asís, el candidato finalmente elegido.
Con ese marco histórico de fondo, la novela narra también las peripecias de la familia Carrasco, manchegos de clase acomodada instalados en Madrid, donde el padre de familia, Bruno Carrasco, intenta hacer carrera política. 